# Субботино (Владимирская область)
Субботино — деревня в Суздальском районе Владимирской области России, входит в состав Селецкого сельского поселения.

## География
Деревня расположена на берегу речки Берёзка в 21 км на северо-восток от райцентра города Суздаль близ села Большое Борисово.

## История
В конце XIX — начале XX века деревня входила в состав Торчинской волости Суздальского уезда, с 1924 года — в составе Владимирского уезда. В 1859 году в деревне числилось 10 дворов, в 1905 году — 18 дворов, в 1926 году — 29 дворов.
С 1929 года деревня входила в состав Телепнихинского сельсовета Суздальского района, с 1940 года — в составе Борисовского сельсовета, с 1954 года — в составе Торчинского сельсовета, с 2005 года — в составе Селецкого сельского поселения.

## Население
| 1859 | 1905 | 1926 |
| ---- | ---- | ---- |
| 118  | 114  | 174  |

| 1859 | 1905 | 1926 | 2002 | 2010 | 2021 |
| ---- | ---- | ---- | ---- | ---- | ---- |
| 118  | ↘114 | ↗174 | ↘11  | ↘2   | ↗7   |